# Elaeocarpus pedunculatus
Elaeocarpus pedunculatus là một loài thực vật có hoa trong họ Côm. Loài này được Wall. ex Mast. mô tả khoa học đầu tiên năm 1874.